# 哆啰

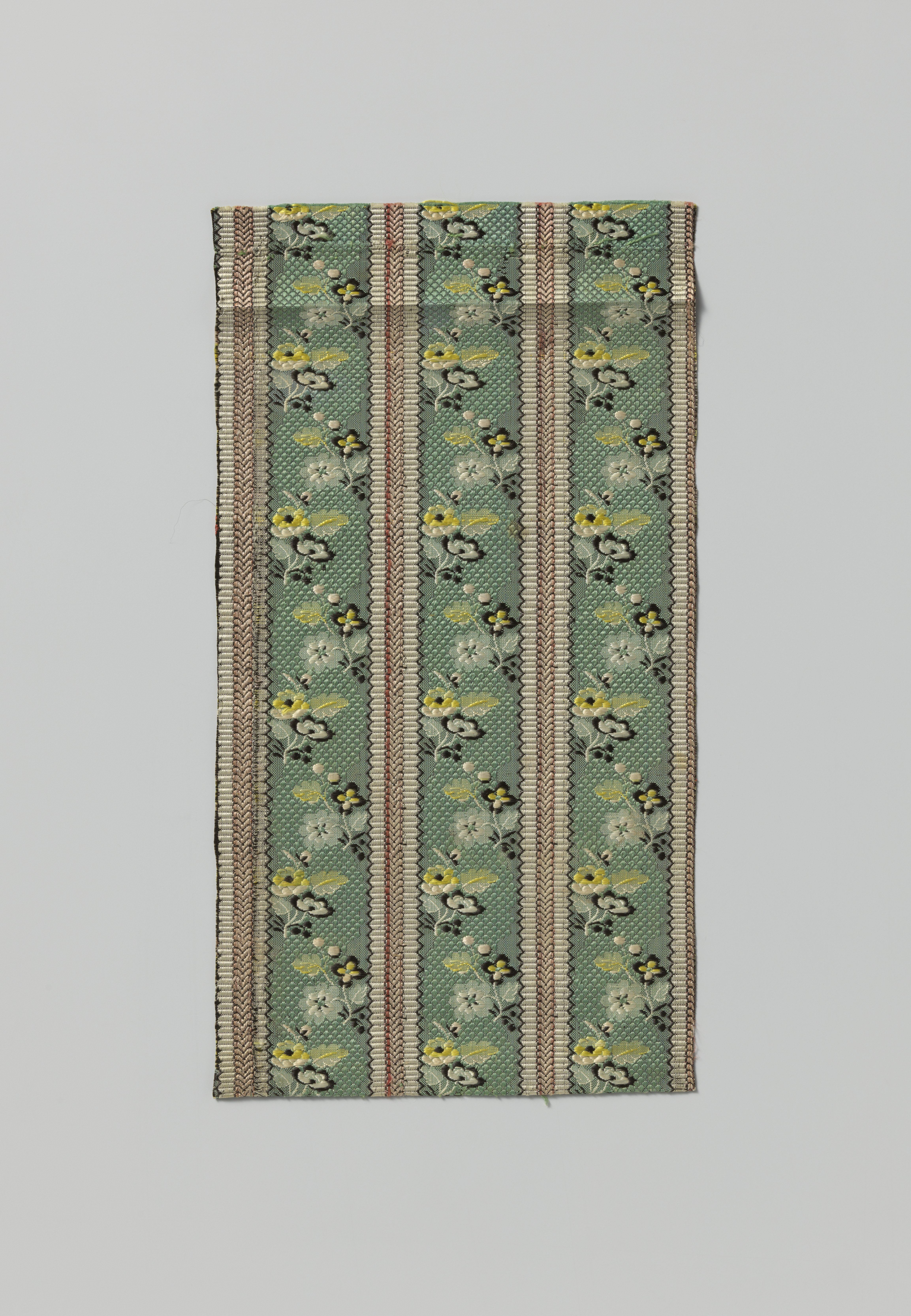
哆啰，由粘结或纺织而成的糙毛织物

哆啰，汉译又作哆罗，是呢绒的一种，由粘结或纺织而成的糙毛织物，通常一面染色。
哆啰在明清时期已作为贡品传入中国。《明史》卷三百二十五介绍荷兰：“以哆啰嗹、玻璃器及番刀、番酒馈寀，乞代奏通市。”《红楼梦》第四十九回：“独李纨穿一件青哆罗呢对襟褂子。”